# Biblioteca Rio-Grandense
A Biblioteca Rio-Grandense é uma biblioteca localizada na cidade gaúcha de Rio Grande (Rio Grande do Sul).

## História
Em 15 de agosto de 1846, o imigrante luso João Barbosa Coelho ajudou a fundar o Gabinete de Leitura. Atualmente, é a biblioteca mais antiga do Rio Grande do Sul, anterior à Biblioteca Pública do Estado (BPE), criada em 1871 e uma das maiores do Brasil.
Entre seus sócios-fundadores, estão João Barbosa Coelho, Antônio Cardozo de Mattos, Antônio Gomes de Oliveira Magano, Antônio José Alves Júnior, Antônio Luiz Machado, Domingos Soares Barbosa, Eduardo Augusto Machado, Francisco de Paula Cardozo, Francisco Pinto de Carvalho, Fructuoso Machado da Cunha, Gaspar José Martins de Araújo, João da Costa Pinto, João Joaquim Fernandes Dias, José Vicente Tourinho Filho, João José de Andrade, José Borges Ribeiro da Costa, José Manuel de Lima, José Maria Perry de Carvalho, José Marques Vaz de Carvalho, Manuel Coelho da Rocha Júnior, Manuel José Antunes Guimarães, Manoel José da Silva Bastos, Manuel Luiz Cardoso Guimarães, Menandro Rodrigues Pereira, Paulino Alves Granja, Serafim José Vasques e Thomé Rodrigues Vasques.
Inicialmente se instalou no sobrado nº 3 em frente ao Arsenal, atual Rua Ewbank, um local com duas salas e dois gabinetes. Ficou instalado ali por cerca de um ano, num local considerado pequeno e mal  iluminado. Em 3 de novembro de 1847 muda-se para o pavimento superior do sobrado de propriedade de Francisco Antônio Lopes,
na Rua da Praia, nº 146, atual Rua Marechal Floriano, onde permaneceu por quase vinte anos. Mudou-se novamente em 1866, para Rua dos Príncipes, esquina com a Rua da Alfândega (atuais General Bacellar e Andradas), em um prédio de propriedade do Dr. Vieira Castro, ali permanecendo por doze anos. Em 4 de junho de 1878 passou para a Rua Riachuelo, nº 71, ocupando o segundo andar do prédio.
Em 1878, muda seu nome para Biblioteca Rio-Grandense, com qual permanece até hoje.
Em 17 de março de 1879, abre as suas portas para a inauguração de seu curso noturno e gratuito de alfabetização, a aula inaugural sendo ministrada por Joaquim Francisco de Assis Brasil, então acadêmico na Faculdade de Direito de São Paulo. Estas aulas noturnas duraram cerca de sessenta anos, até a criação da rede oficial de educação.

## Funcionamento
O prédio-sede, em estilo neoclássico, fica localizado no centro da cidade, na rua General Osório, e funciona de segunda a sexta-feira, das 9 às 17 horas.